# Якубович Роман Петрович
Роман Петрович Якубович (нар. 18 серпня 1946 — пом. 19 лютого 2010, Ковель) — радянський футболіст, що грав на позиції нападника. Відомий виступами за луцький футбольний клуб «Торпедо», у складі якого був одним із кращих бомбардирів команди за час виступів у класі «Б» та другій лізі — 18 м'ячів.

## Біографія
Роман Якубович народився у Ковелі, де й розпочав свою кар'єру футболіста у аматорській команді «Рубін». За два роки, у 1968 році, на перспективного нападника звернуло увагу керівництво найсильнішого клубу області — луцького «Торпедо». Протягом чотирьох років Роман Якубович був одним із кращим бомбардирів команди, відзначившись у чемпіонатах СРСР 18 забитими м'ячами. Після переформування луцького «Торпедо» на СК «Луцьк» Якубович залишив луцький клуб, після цього тривалий час, до 1983 року грав у складі аматорської ковельської команди «Сільмаш», у складі якої був чемпіоном області.
Після завершення виступів на футбольних полях Роман Якубович став учителем фізкультури у Ковельській ЗОШ № 1. Колишній футбольний нападник працював учителем протягом двадцяти років аж до закінчення свого життя.

## Вшанування пам'яті
У пам'ять Романа Якубовича у Ковелі проводиться футбольний турнір серед учнівських команд шкіл міста.